# Post-Kowalowo
Post-Kowalowo (ros. Пост-Ковалēво) – przystanek kolejowy w miejscowości Petersburg, w Rosji. Położony jest na linii z Dworca Fińskiego do Dubrowki i Ładożskojego Oziera.